# کوردز لیکس (آریزونا)
کوردز لیکس (به انگلیسی: Cordes Lakes) یک منطقهٔ مسکونی در ایالات متحده آمریکا است که در شهرستان یاواپای، آریزونا واقع شده‌است. کوردز لیکس ۲۸٫۰۰ کیلومتر مربع مساحت و ۱۱٬۸۲۵ نفر جمعیت دارد و ۱٬۱۲۸ متر بالاتر از سطح دریا واقع شده‌است.